# Böğürtlen, Yazıhan
Böğürtlen là một xã thuộc huyện Yazıhan, tỉnh Malatya, Thổ Nhĩ Kỳ. Dân số thời điểm năm 2011 là 255 người.